# Mjanma na Letnich Igrzyskach Olimpijskich 1996
Mjanmę na Letnich Igrzyskach Olimpijskich 1996 reprezentowało 3 zawodników, 1 mężczyzna i 2 kobiety.

## Skład kadry

### Lekkoatletyka
Mężczyźni
- Htay Myint
  - Chód na 20 km - 53. miejsce

Kobiety
- Khin Khin Htwe
  - Bieg na 1500 m - odpadła w pierwszej rundzie, sklasyfikowana na 31. miejscu

### Strzelectwo
Kobiety
- Soe Myint
  - Pistolet dowolny, 10m - 49. miejsce